# Calvin Zola
Calvin Zola-Makongo (ur. 31 grudnia 1984 w Kinszasie) – angielski piłkarz kongijskiego pochodzenia, występujący na pozycji napastnika. W swojej karierze rozegrał 20 spotkań i zdobył 3 bramki w Scottish Premiership.